# 泰尼阿利纳加拉姆
泰尼阿利纳加拉姆（Theni Allinagaram），是印度泰米尔纳德邦Theni县的一个城镇。总人口85424（2001年）。

## 人口
该地2001年总人口85424人，其中男性43302人，女性42122人；0—6岁人口9073人，其中男4548人，女4525人；识字率73.53%，其中男性为79.88%，女性为67.01%。